# Ferenc Konrád
Ferenc Konrád, né le 17 avril 1945 à Budapest et mort le 21 avril 2015, est un joueur de water-polo hongrois. Il est le frère des joueurs de water-polo János Konrád et Sándor Konrád.
Joueur de l'équipe de Hongrie de water-polo masculin de 1962 à 1977 (183 sélections), il est champion olympique aux Jeux olympiques d'été de 1976, vice-champion olympique en 1972 et médaillé de bronze olympique en 1968. Il est aussi sacré champion du monde en 1973 et champion d'Europe en 1974. 
En club, il évolue au BVSC de 1956 à 1966, à l'OSC de 1966 à 1980 et au Külker SC de 1980 à 1982, remportant huit titres de champion de Hongrie.